# 葛登支岬灯台

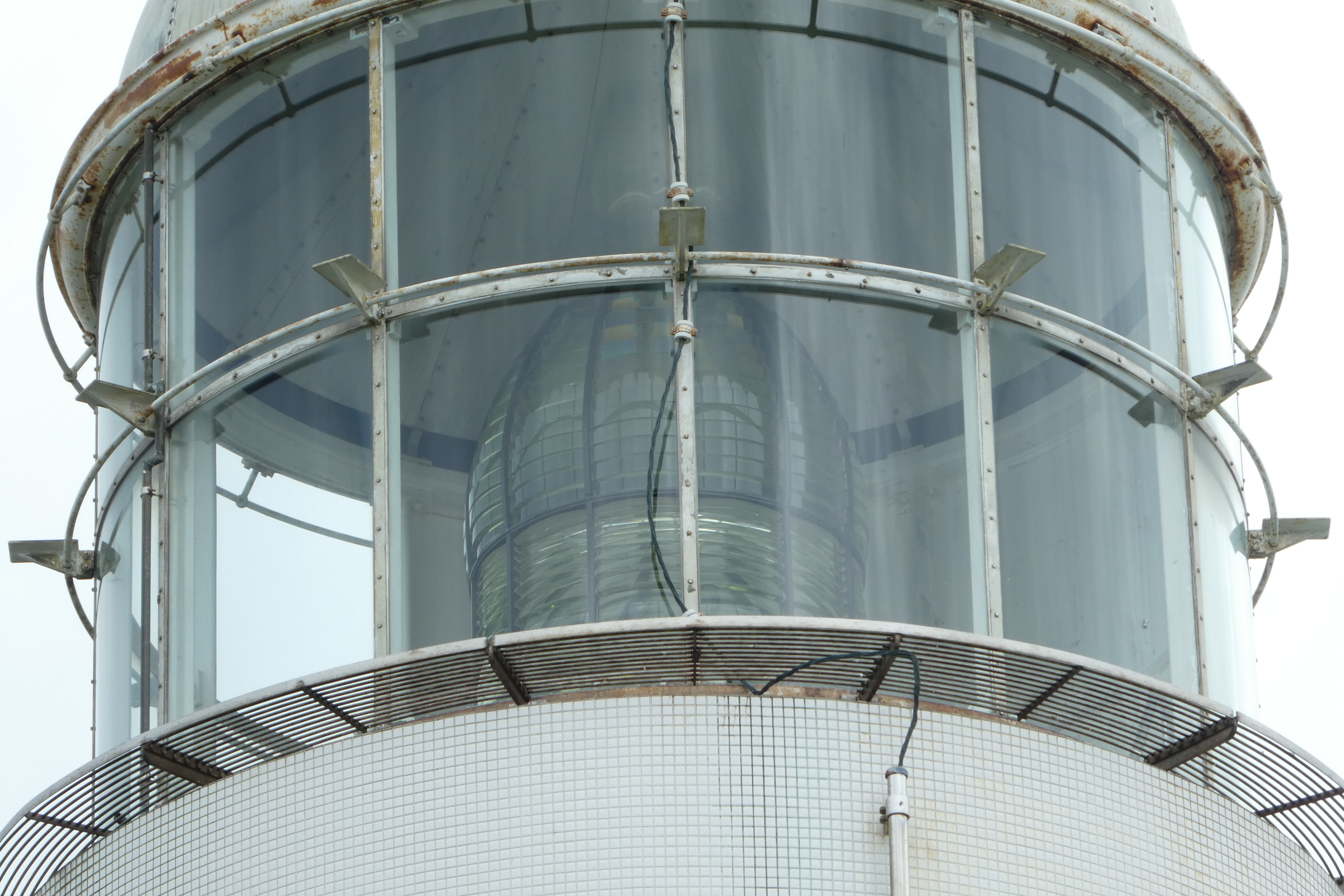
第三等弧状不動十二面フレネルレンズ

葛登支岬灯台（かっとしみさきとうだい）は北海道北斗市の葛登支岬に建つ大型の灯台。北海道では4番目に古く、道南では最初に建設された灯台である。また、日本初となる明暗光の灯台である。青森港を出港した船は葛登支岬を目指して北上し、この岬の手前で北東に進路を変えて函館港に入港する。
レンズは日本で唯一となる、フランスのバルビエ・アンド・フェネストレ (Barbier and Fenestre) 社製の第三等弧状不動十二面フレネルレンズである。

## 歴史
- 1884年（明治17年）4月8日 - 建設着手[1]。建築のため工部省燈台局から派遣された7等技手相澤宇三郎はその後北海道の多くの灯台を担当した技手である[3]。
- 1885年（明治18年）11月7日 - 灯明器械が到着し、1週間かけて組み立てられる[3]。
- 1885年（明治18年）12月15日 - 初点灯[5]。一部木造の八角形鉄造。特殊なレンズであるため、取り付けには1か月を要した[3]。
- 1892年（明治25年）4月15日 - 霧信号所として霧鐘設置[1]。この霧鐘は尻屋埼灯台に取り付けられていたものである[1][2][6]。尻屋埼灯台では、上部の踊り場（外廊）に霧鐘が取り付けられていたが、その振動により灯台本体と機械が損傷を受けたことから、葛登支岬灯台では霧鐘台が別に作られた[2]。
- 1937年（昭和12年） - 霧鐘が故障のため業務停止[6]。
- 1949年（昭和24年） - 改築に合わせて霧鐘を廃止[6]、モーターサイレンに変更[1]。この霧鐘は城ヶ島灯台構内の博物館に展示されていたが、1986年（昭和61年）より犬吠埼灯台構内に展示されている[1][2][6]。
- 1950年（昭和25年）4月20日 - コンクリート造に改築。

## 付属施設
- ライブカメラ